# 永信李天德醫藥科技獎
永信李天德醫藥科技獎是中華民國永信李天德醫藥基金會以永信藥品創辦人李天德榮譽博士為名所設置的醫藥類獎項。創辦人 李天德榮譽博士以促進醫藥相關學門之教育與研究為宗旨，於2004年成立永信李天德醫藥基金會，而為厚植國內研發能量、獎勵國內優秀之醫藥科學研究人員，自2005 年起舉辦永信李天德醫藥科技獎的選拔。
其獎項分為卓越醫藥科技獎、青年醫藥科技獎、傑出論文獎三類。自獎項設置至今，已獎勵上百位優秀醫藥科學研究人員。

## 歷屆獲獎者
| 獎項           | 得獎者 | 研究主題 |
| 卓越醫藥科技獎 | 陳垣崇 | 1.醣類代謝疾病的新穎治療 2.疾病及藥物不良反應的基因 |
| 青年醫藥科技獎 | 林宜玲 | 膽固醇的抗黃質病毒效應之研究 |
| 青年醫藥科技獎 | 洪文俊 | 轉移抑制基因RECK在乳癌組織的表現及其臨床意義之研究 |
| 青年醫藥科技獎 | 高嘉宏 | B型肝炎病毒因子和慢性肝炎患者肝細胞癌發生相對危險性之探討 |
| 傑出論文獎     | 柯博元 | Control of dTTP pool size by anaphase promoting complex / cyclosome is essential for the maintenance of genetic stability. Genes & Dev. (2005) 19:1920-1933.                                               |
| 傑出論文獎     | 陳姵君 | Substrate and product specificities of cis-type undecaprenyl pyrophosphate synthase.Biochem J (2005) 386(Pt 1): 169-76.                                                                                    |
| 傑出論文獎     | 湯智昕 | Prostagalandin E2 Stimulates Fibronectin Expression through EP1 Receptor, Phospholipase C, Protein Kinase Cα, and c-Src Pathway in Primary Cultured Rat Osteoblasts. J Biol Chem. (2005) 280(24):22907-16. |
| 傑出論文獎     | 楊志豪 | Behavioral stress enhances hippocampal CA1 long-term depression through the blockade of the glutamate uptake. J. Neurosci. (2005) 25:4288-4293                                                             |
| 傑出論文獎     | 楊家榮 | Decoy Receptor 3 Increase Monocyte Adhesion to Endothelial Cells via NF-κB-dependent Upregulation of ICAM-1, VCAM-1 and IL-8 Expression. J. Immunol. (2005) 174: 1647-1656.                                |
| 傑出論文獎     | 賴銘志 | A novel splicing regulator shares a nuclear import pathway with SR proteins. EMBO J. (2003) 22(6):1359-69.                                                                                                 |
| 傑出論文獎     | 魏淑宜 | Echinoid is a component of adherens junctions that cooperates with DE-cadherin to mediate cell adhesion.Dev Cell. (2005) 8(4):493-504.                                                                     |
| 傑出論文獎     | 鐘文宏 | HLA-B*5801 allele as a genetic marker for severe cutaneous adverse reactions caused by allopurinol. PNAS. (2005) 102(11):4134-9.                                                                           |

| 獎項           | 得獎者 | 備註 |
| 卓越醫藥科技獎 | 吳天賞 | 1.現代化中藥藥膠布及藥酒之研發與規格制訂 2.馬兜鈴屬植物之研究 3.新藥先導物MA-1之研發 4.中草藥之基礎與應用研究 |
| 卓越醫藥科技獎 | 陳基旺 | 新藥探索 1.以現有已知具活性藥物化學結構修飾 2.以活性天然物作為新藥研發之基礎 3.以生物技術為基礎之新藥研發：電腦虛擬藥物篩選系統之建立與應用                                                                                       |
| 青年醫藥科技獎 | 王廷方 | 以酵母菌減數分裂為研究模式探討DNA重組與染色體結構動態變化的交互作用機制 |
| 青年醫藥科技獎 | 裘正健 | 動脈硬化症細胞病理機轉之研究：血液動力調節血管細胞間交互作用之細胞與分子機制之整合性研究 |
| 傑出論文獎     | 呂君萍 | Design of a mechanism-based probe for neuraminidase to capture influenza virus. Angew. Chem. Int. Ed. Engl. (2005) 44(42):6888-92.                                                                                                |
| 傑出論文獎     | 周威君 | STAT3 positively regulates an early step in B Cell development. Blood. (2006) 108(9):3005-11. |
| 傑出論文獎     | 徐于喬 | Sumoylation of p45/NF-E2: nuclear positioning and transcriptional activation of the mammalian beta-like globin gene locus. (Regulation of transcription activator NF-E2 by Sumoylation). Mol. Cell. Biol. (2005) 25(23):10365-78. |
| 傑出論文獎     | 陳俐穎 | Weckle is a zinc finger adaptor of the Toll pathway in dorsoventral patterning of Drosophila embryo.Curr. Biol. (2006) 16(12):1183-1193.                                                                                          |
| 傑出論文獎     | 陳政男 | Neutrophills, lymphocytes, and monocytes exhibit diverse behaviors in transendothelial and subendothelial migrations under coculture with smooth muscle cells in distrubed flow. Blood. (2006) 107(5):1933-42.                    |
| 傑出論文獎     | 黃開發 | Crystal structures of human glutaminyl cyclase, an enzyme responsible for protein N-terminal pyroglutamate formation. PNAS. (2005) 102:13117-13122.                                                                               |
| 傑出論文獎     | 劉雅雯 | Role for Gcs1p in regulation of Arl1p at trans-Golgi compartment. Mol. Bio. Cell. (2005) 16(9):4024-4033. |
| 傑出論文獎     | 羅鈺惠 | SUMO modifications control assembly of synaptonemal complex and polycomplex in meiosis of Saccharomyces cerevisia.Genes Dev. (2006) 20(15):2067-2081.                                                                             |

| 獎項           | 得獎者 | 備註 |
| 卓越醫藥科技獎 | 郭悅雄 | 四件專利: 1.用於降血糖鄰苯二酚衍生化合物 2.一種能誘導白血病細胞分化之醫療組合物 3.分離自樟芝(Antrodia camphorata)子實體之新穎化合物及其醫藥組成物 4.一種具雌激素活性之化合物 |
| 卓越醫藥科技獎 | 魏福全 | 1. 腳趾移植重建殘缺手指之研發 2. 帶血管莖腓骨骨皮瓣之研發及臨床發展 3. 穿通枝皮瓣學理及技術之研發 4. 異體組織移植動物模式及免疫耐受性之研發 |
| 青年醫藥科技獎 | 施修明 | 探討Daxx參與SUMO修飾化所引發之轉錄調控與核內座落位置的改變 1.Daxx蛋白質座落位置的調控 2.Daxx蛋白質參與AR, Smad4及CBP SUMO修飾化的轉錄抑制 3.Daxx蛋白質SUMO結合模體的界定 4.Daxx蛋白質會與SUMO修飾化的PLZF結合 5.Daxx蛋白質與大腸癌之相關性是藉由增加CBP與beta-catenin/TCF4之結合 |
| 青年醫藥科技獎 | 鄧述諄 | 端粒DNA修復與腫瘤新生相關的研究：1.端粒重組路徑2.端粒相關DNA修補路徑3.端粒酵素相關之癌症形成 |
| 青年醫藥科技獎 | 譚婉玉 | 各項基因轉錄後之mRNA代謝及其調控機制: 1.mRNA剪接調控 2.蛋白及mRNA運輸 3.轉譯調控 |
| 傑出論文獎     | 毛盛駿 | 記憶消除訓練模式與NMDA接受體部份致效劑的結合對於記憶的消除作用 |
| 傑出論文獎     | 朱伯振 | 抑制p29蛋白質影響紫外線所引起的DNA損害 |
| 傑出論文獎     | 林怡伶 | Syndecan-2 藉由 Neurofibromin-PKA-Mena/VASP 訊息路徑誘發絲狀偽足與神經突起之形成 |
| 傑出論文獎     | 林暉皓 | 果蠅腦內蕈狀體嗅覺神經網路圖譜 |
| 傑出論文獎     | 楊慕華 | NBS1過度表現引發上皮細胞間質轉化且NBS1與Snail共同表現預測頭頸癌轉移 |
| 傑出論文獎     | 劉浩屏 | 異戊烯基化Rab第一型受體(PRA1)對EB病毒第一型潛伏性膜蛋白(LMP1)在細胞內之運輸及該病毒蛋白所誘發之NF-kappaB訊息傳遞之影響 |
| 傑出論文獎     | 蔡國旺 | Branch Point Sequence 到 NAGNAG的區域序列調控3端跳動式剪接 |
| 傑出論文獎     | 藍心婕 | cAMP刺激SF-1調控之CYP11A1基因表現需經過HIPK3磷酸化JNK與c-Jun的路徑 |

| 獎項           | 得獎者 | 備註 |
| 卓越醫藥科技獎 | 方俊民 | 本實驗室以合成化學的專長，與其他實驗室合作研發藥物，最近成功開發口服性治療人禽流感都有效的「零流感」 |
| 卓越醫藥科技獎 | 吳國瑞 | 腫瘤缺氧直接誘發TWIST轉移基因之表達是引發轉移非常重要的機轉，此結果可直接預測頭頸癌病患的治療效果及預後                                                                                                 |
| 卓越醫藥科技獎 | 謝興邦 | 新穎抗癌藥物之研發 |
| 青年醫藥科技獎 | 阮麗蓉 | 1. 組蛋白修飾酶可修飾非組蛋白因子並調控其功能 2. 染色質修飾蛋白之功能可被特定病毒蛋白調控並利用 3. 特定組蛋白修飾酶可辨認特殊基因序列 4. 病毒蛋白可控制感染及周邊細胞之凋亡與否並調控熱休克蛋白基因表現 |
| 青年醫藥科技獎 | 薛一蘋 | 神經細胞形態分化之分子機制。 |
| 傑出論文獎     | 王嘉媜 | 探討PD-L1於自體免疫型糖尿病小鼠之免疫保護作用 |
| 傑出論文獎     | 吳嘉霖 | 探討PD-L1於自體免疫型糖尿病小鼠之免疫保護作用 |
| 傑出論文獎     | 李純純 | ARL4D透過其結合蛋白Cytohesin-2/ARNO而調控肌動蛋白的重組 |
| 傑出論文獎     | 張順福 | 剪力遏止腫瘤細胞週期作用：integrins和Smad所扮演的角色 |
| 傑出論文獎     | 陳斯婷 | 登革病毒引發致命性疾病的關鍵因子-CLEC5A |
| 傑出論文獎     | 曾紀綱 | 訊息核醣核酸（mRNA）剪接的可逆反應 |
| 傑出論文獎     | 黃琤   | 大型D型肝炎抗原為一個新發現的clathrin結合之蛋白質 |
| 傑出論文獎     | 黃祺真 | 鈣調去磷酸脢calcineurin 去磷酸化 c-Jun C 端 Ser-243 對 c-Jun 蛋白穩定度及細胞轉型能力的調控 |
| 傑出論文獎     | 趙需文 | SUMO修飾MAGUK蛋白CASK進而調控神經細胞樹突上突觸之形成 |
| 傑出論文獎     | 羅宇翔 | 2-(6-芳香基-3(Z)-己烯-1,5-二炔基)苯胺為新型強抗微管試劑 |

| 獎項           | 得獎者 | 備註 |
| 卓越醫藥科技獎 | 吳永昌 | 一、臺灣特有藥用植物之抗癌新藥開發及其癌症治療分子標的之研究： 1. 台灣粗毛金星蕨之研究及開發 2. 台灣番荔枝科Annonaceous Acetogenins 類化合物之研究開發 3. 臺灣特有種茄科植物龍珠 (Tubocapsicum anomalum) 之研究及開發 4. 發展抗癌藥物WYC-01 及 WYC-02，以推進臨床試驗 二、中藥複方新療效與分析模式建立 (三黃瀉心湯) |
| 卓越醫藥科技獎 | 楊智偉 | 台灣鉤端螺旋體感染: 1.從臨床發現到瞭解腎臟基礎致病機轉之十年歷程 2.先天性免疫是病原菌引起急慢性腎臟疾病之共通路徑 |
| 青年醫藥科技獎 | 吳漢忠 | 1. 研究鼻咽癌細胞的標記胜肽 2. 研究腫瘤血管的標記胜肽 3. 研究肝癌的標記胜肽及標的治療 4. 研究肺癌之標的分子及研發肺癌之標的治療 |
| 青年醫藥科技獎 | 林俊宏 | 藥物研發 1.病原體與宿主細胞交互作用之研究 2.發展高活性與高選擇性的酵素抑制物以作為藥物研發 |
| 傑出論文獎     | 何承訓 | 雙親和性硝酸鹽轉運蛋白CHL1同時也是植物裡感應環境中硝酸鹽濃度的感應子 |
| 傑出論文獎     | 吳瑞昇 | Ligand活化之Peroxisome Proliferator–Activated Receptor-gamma藉由提升14-3-3 epsilon蛋白質之表現減緩缺血性中風的傷害與神經細胞的凋亡 |
| 傑出論文獎     | 周文城 | DNA損害引發Chk2激酶對XRCC1蛋白磷酸化以促進破損DNA的修復 |
| 傑出論文獎     | 林惠菁 | 阻斷大腦杏仁核體GABAA受體嵌入功能導致恐懼記憶消除作用之受損 |
| 傑出論文獎     | 孫輝隆 | EPOX透過調控ERK/Mcl-1途徑而抑制血管新生 |
| 傑出論文獎     | 陳可玫 | Bisphosphonates藥物對GGPPs蛋白的抑制效果: 結構與電腦分析 |
| 傑出論文獎     | 劉大偉 | 岩藻醣水解酶於幽門螺旋桿菌感染胃癌細胞扮演之角色 |
| 傑出論文獎     | 蔡旻倩 | 血流剪力刺激內皮細胞釋放前列環素活化過氧化體增生活化受體誘導平滑肌細胞型態由合成型轉變成收縮型 |
| 傑出論文獎     | 蔡淑君 | EB病毒Zta 蛋白藉由誘發介白質13之表現, 以促進EB病毒所感染與轉染之B細胞的增生 |
| 傑出論文獎     | 蕭惠文 | Deltex1為NFAT所活化之基因以誘導T細胞產生靜默 |

| 獎項           | 得獎者 | 備註 |
| 卓越醫藥科技獎 | -      | |
| 卓越醫藥科技獎 | -      | |
| 青年醫藥科技獎 | 馬徹   | 探討膜蛋白的結構與功能，及其與人類疾病之間的關聯。其中特別針對與傳染性疾病(infectious diseases)有關聯的膜蛋白做深入研究，包括：一、致力於細菌膜蛋白酵素轉醣酶(transglycosylase)結構與其機制的研究，針對其尋找前驅藥物以發展新型抗生素；二、瞭解流感病毒表面醣蛋白hemagglutinin (HA)上的醣類與其功能及病毒傳染力的關係，並以帶有單醣的HA作為分子疫苗，用以預防季節性流感、以及可能的禽流感或豬流感的大流行 |
| 青年醫藥科技獎 | 楊慕華 | 探討缺氧引發腫瘤產生上皮細胞中胚轉化與轉移之分子機制與臨床意義 |
| 青年醫藥科技獎 | 鐘文宏 | 皮膚藥物過敏反應之分子機轉研究 |
| 傑出論文獎     | 何文譽 | 腺苷於大鼠孤立束核之心臟血壓調控是透過活化細胞外訊息調控激酶1/2與內皮型一氧化氮生成酶而達成 |
| 傑出論文獎     | 李育儒 | Cullin 3受質接合酶KLHL20調控DAPK之泛素化對於干擾素反應之探討 |
| 傑出論文獎     | 周立琛 | 2-(2-氟苯基)-6,7-亞甲二氧基喹啉-4-酮單鈉磷酸鹽(CHM-1－P-Na)之合成及做為強效抗癌藥物之臨床前試驗評估 |
| 傑出論文獎     | 周睿鈺 | 酵母菌種間生殖隔離機制之研究 |
| 傑出論文獎     | 林秋宏 | TACC3透過clathrin heavy chain與紡錘體連結以調控紡錘體的穩定性 |
| 傑出論文獎     | 林峰銘 | 酵母菌Red1蛋白質在減數分裂時的生化功能 |
| 傑出論文獎     | 張育銘 | 表皮葡萄球菌TcaR與TcaR-抗生素複合體之晶體結構及作用機制 |
| 傑出論文獎     | 許馥妃 | p53轉錄活化下游基因LIMK2b與肌動蛋白變化和細胞週期之調控 |
| 傑出論文獎     | 陳宜芳 | 第四型鉀氯離子共同運輸蛋白在癌細胞侵襲及轉移之重要性 |
| 傑出論文獎     | 賴銘南 | 開立含有馬兜鈴酸之中藥處方和發生泌尿道癌風險評估---以全國人口為基礎之個案對照研究 |

| 獎項           | 得獎者 | 備註 |
| 卓越醫藥科技獎 | 江伯倫 | 過敏疾病的新治療研發 -基因療法和RNAi應用在過敏疾病的治療 -過敏疾病的新藥物研發 -利用口服耐受性的機轉來治療過敏疾病                                                                                                   |
| 卓越醫藥科技獎 | 洪上程 | 合成細胞表面醣體作為抗病毒藥物的研究 |
| 卓越醫藥科技獎 | 黃德富 | 蛇毒蛋白在拮抗動脈血栓、血管新生和腫瘤之研究和應用 1.整合素拮抗劑(Disintegrins) 2.Snaclecs 3.蛇毒蛋白金屬酶 |
| 青年醫藥科技獎 | 李宗玄 | 1.探討紅血球生成素對粥狀動脈硬化之療效及其分子調控機轉(國科會NSC-96-2320-B-010-031-MY3) 2.探討天然藥物對膽固醇代謝與粥狀動脈硬化之作用及其分子調控機轉                                                               |
| 青年醫藥科技獎 | 徐立中 | 先天免疫系統的調控: (1)活化之巨噬細胞中TLR4訊號傳遞的分子機制 (2)探討 NOD2 基因在Crohn 氏病 (Crohns Disease) 致病的分子機制 (3)發炎小體活化及IL-1beta 生成調控的機制 (4)IKKbeta 在嗜中性白血細胞動態平衡所扮演的角色 |
| 傑出論文獎     | 吳明儒 | 探討HDAC3與WDR5之交互作用於缺氧所導致的上皮-間質轉化過程中之重要性 |
| 傑出論文獎     | 吳權娟 | 抗癌藥物Etoposide抑制第二型拓樸異構酶之結構機制 |
| 傑出論文獎     | 周尚威 | 鐵鉑奈米粒子於CT/MRI雙功能分子造影之試管及生物體內研究 |
| 傑出論文獎     | 林佑憲 | 腦型肌酸激酶的失調與漢丁頓舞蹈症小鼠的聽力損傷有關 |
| 傑出論文獎     | 林美瑤 | Cullin3-KLHL20對PDZ-RhoGEF泛素化在神經滋養因子引起神經突生長之探討 |
| 傑出論文獎     | 唐弘文 | Atg1經由活化肌凝蛋白-II而調控細胞自噬體的形成 |
| 傑出論文獎     | 許育祥 | 拮抗介白素二十單株抗體抑制蝕骨細胞分化與保護骨質疏鬆引起的骨質流失 |
| 傑出論文獎     | 陳正昱 | 周邊血漿第三誘餌受體濃度預測急性呼吸窘迫症候群病患預後 |
| 傑出論文獎     | 陳民瑋 | H3K9組蛋白甲基轉移酶G9a經由上皮細胞貼附因子的基因靜默促進肺癌侵襲及轉移 |
| 傑出論文獎     | 陳昱璇 | 細胞外抗發炎因子TGF-β1、 IL-10、soluble TNF receptors 及細胞內細胞激素抑制因子CIS、SOCS3的快速誘導反應，成為急性痛風關節炎自然緩解的分子機制                                                                         |

| 獎項           | 得獎者 | 備註 |
| 卓越醫藥科技獎 | 高嘉宏 | B型肝炎病毒因子對慢性B肝患者自然病程和藥物治療之影響                                                     |
| 卓越醫藥科技獎 | 陳瑞華 | 癌症轉移及抗藥性之分子機轉：KLHL20抑制干擾素抗癌作用及促進缺氧導致癌症惡化、轉移及抗藥性之機轉           |
| 卓越醫藥科技獎 | 謝世良 | 發現CLEC5A之阻斷性抗體可治療登革病毒引發的出血休克及抑制日本腦炎病毒引發的腦部發炎反應，並大幅增加存活率 |
| 青年醫藥科技獎 | 林育誼 | 蛋白質乙醯化與老化及細胞代謝的調節                                                                       |
| 青年醫藥科技獎 | 楊松昇 | 從WNK4基因嵌入小鼠及OSR1/SPAK基因剔除小鼠了解鈉及钾離子電解質平衡及血壓調控機制                          |
| 傑出論文獎     | 朱自淳 | 腺苷酸活性蛋白激酶在亨丁頓舞蹈症中功能角色之探討                                                         |
| 傑出論文獎     | 吳師誠 | 感染引起的腸道氧化壓力觸發果蠅的器官與器官之間發生免疫溝通                                               |
| 傑出論文獎     | 張翎君 | 酵母菌解旋酶Dhh1p經由其碳端非保留區域協同核醣體結合蛋白Rbp1p促進porin核糖糖酸之降解                      |
| 傑出論文獎     | 陳俊朝 | 看見長期記憶形成於果蠅腦內兩顆神經細胞中                                                                 |
| 傑出論文獎     | 黃佳瑩 | 金黃色葡萄球菌穿膜轉醣酶與lipid II類似物之複合體結構以及肽聚醣合成機制之探討                             |
| 傑出論文獎     | 黃尉倫 | 表皮細胞間質轉化因子Snail活化大腸直腸癌細胞之第八介白素表現並調控其幹細胞特性及腫瘤形成能力              |
| 傑出論文獎     | 楊文豪 | Twist1經由活化RAC1的活性可促進癌細胞的爬行移動能力                                                       |
| 傑出論文獎     | 楊維康 | Nak透過調控遠端胞飲作用點的形成而促進其周圍的神經樹突生長                                                |
| 傑出論文獎     | 劉建良 | 胰島素蛋白質合成之螢光金奈米團簇：胰島素生物活性及多功能細胞顯影                                         |
| 傑出論文獎     | 魏淳郁 | 卡巴氮平和人類白血球抗原蛋白的直接結合可導致活化史帝文生強生症病人之T細胞活化                            |

| 獎項           | 得獎者               | 備註 |
| 卓越醫藥科技獎 | 蔣維棠為首之研發團隊 | 新穎抗糖尿病DPP-IV抑制劑DBPR108-從藥物探索到藥物發展                                                                                 |
| 卓越醫藥科技獎 | 簡伯武               | 探討恐懼記憶的形成、消除及再復發之細胞及分子機制: 應用於自我情緒調適並作為治療創傷後壓力症候群之理論基礎                             |
| 青年醫藥科技獎 | 林國儀               | 免疫細胞發育與作用之調控機制 |
| 青年醫藥科技獎 | 邱士華               | 探討幹源特性在細胞重新編譯與惡性腫瘤之重要性                                                                                         |
| 青年醫藥科技獎 | 楊維元               | 細胞自噬清除受損胞器的機轉 |
| 青年醫藥科技獎 | 詹迺立               | 1. 第二型DNA拓撲異構酶之結構與功能分析 2. 抗癌藥物與人類第二型DNA拓撲異構酶之交互作用及其作用機轉 3. 第三型P450酵素之結構與功能分析  |
| 傑出論文獎     | 王嘉宏               | 合成不同長度的W135型腦膜炎菌莢膜寡醣以比較其免疫原性並發展疫苗                                                                       |
| 傑出論文獎     | 江明峰               | 探討在成鼠表皮細胞中剔除Blimp-1所引起顆粒細胞浸潤的皮膚發炎反應之機制                                                                |
| 傑出論文獎     | 林潔欣               | 精神分裂症病人血漿中之G72蛋白濃度明顯高於正常人                                                                                      |
| 傑出論文獎     | 范念祖               | 光驅動型靶向藥物傳遞系統的開發：利用光感型籠形分子封裝表面具生物活性葉酸分子之磷脂質－高分子奈米載體作為光驅動靶向藥物傳遞系統的開發 |
| 傑出論文獎     | 翁瑞霞               | 孕烯醇酮活化CLIP-170蛋白進而促進微管生成與細胞遷移                                                                                   |
| 傑出論文獎     | 陳建有               | 第八型岩藻醣轉移酶在非小細胞肺癌中過度表現之影響                                                                                     |
| 傑出論文獎     | 潘羿汝               | FAK對於足體環的聚集之必要性 |
| 傑出論文獎     | 應夏媛               | Blimp-1的小泛素修飾對於漿細胞分化的重要性                                                                                            |
| 傑出論文獎     | 謝咏霖               | SUMO化新的調控機制-透過乙醯基化的切換，調控Ubc9對於受質的選擇性                                                                      |
| 傑出論文獎     | 魏珮琪               | 失去氧化壓力偵測子NPGPx使GRP78降低分子伴隨活性以及引發多重疾病                                                                       |

| 獎項           | 得獎者 | 備註 |
| 卓越醫藥科技獎 | 陳儀莊 | A2A腺苷酸受體的神經傳導訊號與分子機轉：神經退化疾病治療藥物的發展及分子機轉的探討                                          |
| 青年醫藥科技獎 | 黃東明 | 1. 奈米醫學與幹細胞醫學的整合應用與新策略研發 2.新穎性紅血球微囊奈米粒子(奈米載體)在生物醫學應用的發展                     |
| 青年醫藥科技獎 | 楊尚訓 | 探討微小核苷酸miR-196a於亨丁頓氏手舞足蹈症的影響                                                                           |
| 青年醫藥科技獎 | 劉浩澧 | 聚焦式超音波血腦屏障開啟及腦部藥物釋放                                                                                     |
| 青年醫藥科技獎 | 劉景平 | 小分子化合物的新藥研發：I. 組蛋白去乙醯酶抑制劑用於抗癌和抗發炎用途；II. 抗有絲分裂之微管蛋白抑制劑的研發                  |
| 傑出論文獎     | 尤泰元 | 端粒轉錄RNA的累積刺激端粒重組以躲避細胞衰老                                                                                |
| 傑出論文獎     | 王壯維 | 發展一新穎核酸試劑以減弱殺手T細胞所引起的免疫失調疾病                                                                      |
| 傑出論文獎     | 李雅玲 | 洗牙及牙周病治療是缺血性中風的保護因子                                                                                     |
| 傑出論文獎     | 袁維謙 | Cul3-KLHL20泛素轉接酶催化Crn7的K33泛素鏈調控蛋白質囊泡運輸                                                                 |
| 傑出論文獎     | 莊琇珺 | 轉錄因子Tbr1單倍不足造成杏仁核軸突投射之損害和認知行為之失調                                                               |
| 傑出論文獎     | 陳俞任 | 目標化偵測Legumain酵素之螢光分子影像探針及磁振造影對比劑之開發研究                                                         |
| 傑出論文獎     | 陳筱凡 | Twist1經由調控Jagged1與KLF4誘導腫瘤細胞之內皮細胞分化                                                                      |
| 傑出論文獎     | 陳啓寬 | 嗜中性白血球趨化因子2(LECT2)透過蛋白質酪胺酸去磷酸酶1B(PTP1B)作用結抗肝細胞生長因子受器(MET)活化進而抑制肝癌血管侵犯之研究 |
| 傑出論文獎     | 傅馨慧 | 干擾腫瘤壞死因子第一接受器之訊息傳遞可誘發第二型輔助性T細胞免疫反應並緩解第十七型輔助性T細胞媒介的自發性腸炎               |
| 傑出論文獎     | 楊舒婷 | 後轉譯修飾SUMO的CPAP有助於IKK所調節之NF-kappaB的活化，並可加強在肝癌中HBx誘導之NF-kappaB的訊息傳遞                         |

| 獎項           | 得獎者 | 備註                                                                                              |
| 卓越醫藥科技獎 | 林世明 | 1. 心跳脈搏呼吸近端感測穿戴式醫療器材 2. 腎病患體液感測技術與穿戴式醫療器材                       |
| 青年醫藥科技獎 | 李永凌 | 氣喘與過敏性疾病的族群醫學研究                                                                    |
| 青年醫藥科技獎 | 侯明宏 | 1. 核酸結合藥物與核酸作用之機制探討及其在相關疾病治療之潛力 2. 以核殼蛋白為目標之抗病毒藥物開發   |
| 青年醫藥科技獎 | 連正章 | 神經系統中γ-胺基丁酸 (GABA) 神經元的多樣性功能與抑制性神經傳導物GABA的功能                        |
| 青年醫藥科技獎 | 潘俊良 | (一) 闡明神經受損後，神經結構重塑的分子機制 (二) 線蟲神經老化的分子機轉                           |
| 傑出論文獎     | 石翔文 | 果蠅腦中調控溫度喜好之神經網路於老化過程中的變化                                                  |
| 傑出論文獎     | 余奕儒 | OVCA1/DPH1於Miller-Dieker症候群病患中顏面缺陷症狀之功能性探討                                     |
| 傑出論文獎     | 沈子傑 | PP2A去磷酸酶和Aurora磷酸酶調控Cdc13的磷酸化修飾以促進端粒酶在G2/M細胞週期離開端粒                 |
| 傑出論文獎     | 張靖敏 | Avenaciolides衍生物:抗甲氧西林金黃色葡萄球菌之細胞壁肽聚醣合成酵素”MurA”之有效標靶抑制劑          |
| 傑出論文獎     | 張薏雯 | CARMA3減少腫瘤轉移抑制因子NME2誘發肺癌細胞的幹源性並增強肺癌細胞的轉移能力                        |
| 傑出論文獎     | 郭書昀 | PPL2ab神經元透過多巴胺回復老年雄果蠅之性活動                                                      |
| 傑出論文獎     | 陳柏瑋 | 利用Spo0J 和 parS 複合體的分子結構探討ParB在胃幽門螺旋桿菌染色體分配系統中的機制                  |
| 傑出論文獎     | 曾振圓 | Nothc訊息傳導調控老化卵母幹細胞與其環境結合力                                                     |
| 傑出論文獎     | 黃俊樺 | CR3與Dectin-1透過與脂筏連結及活化Syk-JNK-AP-1訊息傳遞路徑之機制進行合作引起巨噬細胞的細胞激素反應 |
| 傑出論文獎     | 謝琬甄 | 研究XIAP於BCL10媒介Dectin-1訊號傳遞中所扮演的角色                                                 |

| 獎項           | 得獎者 | 備註 |
| 卓越醫藥科技獎 | 陳立宗 | 奈米微脂體喜樹鹼製劑加上5-FU/LV合併療法使用於轉移性胰臟癌病人在接受過標準藥物gemcitabine為基礎之療法失敗後的治療(NAPOLI-1)：一項全球性、隨機、開放性之第三期臨床試驗 |
| 青年醫藥科技獎 | 林先和 | 1. 結核病新式診斷工具的效益評估 2. 評估糖尿病防治對於全球結核病疫情之影響 3. 利用數理模型協助結核病政策制定與分析                                                    |
| 青年醫藥科技獎 | 林靜嫻 | 巴金森氏症: 致病基因探索與疾病動物模式建立 |
| 傑出論文獎     | 王昱權 | 新型高親和力cyclic di-GMP受體蛋白MshEN之結構與功能分析 |
| 傑出論文獎     | 吳忠霖 | B細胞活化所引起的細胞凋亡中O連結乙醯葡萄氨糖修飾和磷酸化修飾間在時間上的交互作用                                                                                     |
| 傑出論文獎     | 吳昇懋 | 褪黑激素促進內質網壓力活化鈣蛋白酶降解C/EBPbeta及NFkB，抑制上皮-間質轉化和腹膜轉移                                                                                   |
| 傑出論文獎     | 周定芳 | 研究DAPK在Th17中扮演的角色 |
| 傑出論文獎     | 林嘉豪 | 識別分枝桿菌感染病人中抗丙型干擾素自體免疫抗體的主要抗原決定區 |
| 傑出論文獎     | 黃雅琪 | 探查在B細胞中EB病毒透過LMP1導致EphA4受體酪胺酸激酶下降之機轉，以及其在EB病毒相關之B細胞淋巴瘤病人存活的影響                                                          |
| 傑出論文獎     | 楊靜欽 | 纖維化小鼠腎臟中去氧核醣核酸甲機轉移酶的抑制可回復紅血球生成素的製造                                                                                                 |
| 傑出論文獎     | 劉晉志 | Cul3-KLHL20泛素接合酶透過調控ULK1與VPS34複合體的降解來控制細胞自噬反應的終止                                                                                         |

| 獎項           | 得獎者         | 備註 |
| 卓越醫藥科技獎 | 李德章、蘇燦隆 | 新穎抗癌藥物之設計、合成、及評估                                                                                                |
| 青年醫藥科技獎 | 張書森         | 從自殺研究到預防自殺的創新策略                                                                                                  |
| 青年醫藥科技獎 | 許惠真         | 幹細胞的顯微環境建構以及飲食和老化對幹細胞維持的調控                                                                            |
| 青年醫藥科技獎 | 劉志銘         | 開發幽門螺旋桿菌第一線至第三線之族群與個人最佳療法，以及除菌治療後對於腸道菌叢與代謝疾病之影響                                  |
| 傑出論文獎     | 王怡人         | 在多囊腎疾病小鼠模式中過度表達外源性腎小管特異性的嗜中性白血球膠原蛋白質酶相關疏水性蛋白質可以降低囊泡發展並且延長PKD小鼠的壽命 |
| 傑出論文獎     | 王曼彧         | Dbo/Henji藉由調控突觸上之dPAK以管制後突觸麩胺酸受體量以及電生理反應                                                             |
| 傑出論文獎     | 王麗婷         | Dbo/Henji藉由調控突觸上之dPAK以管制後突觸麩胺酸受體量以及電生理反應                                                             |
| 傑出論文獎     | 呂嘉勳         | SP110在免疫細胞的功能 |
| 傑出論文獎     | 李志元         | 泛素接合酶ZNRF1藉由影響caveolin-1之代謝影響第四型類鐸受體驅動之免疫反應                                                         |
| 傑出論文獎     | 郭曉縈         | Foxp2透過抑制Mef2c以調控大腦皮質—紋狀體迴路的突觸接點與發聲溝通                                                                 |
| 傑出論文獎     | 陳靖昀         | 三維類骨組織培養技術於骨修復治療之應用                                                                                          |
| 傑出論文獎     | 葉大瑋         | 探討COMMD1經由微核糖核酸205的負向調控以形成癌細胞內擴大發炎和幹性屬性的正向循環機制                                             |
| 傑出論文獎     | 鄭媛元         | 利用基因重編程恢復心肌細胞複製能力以幫助心臟再生                                                                                |
| 傑出論文獎     | 羅曉帆         | 探討synapse defective 1 (SYDE1)功能缺失及胎兒發育遲緩的關聯性–SYDE1調控胎盤細胞移行與入侵                                       |

| 獎項           | 得獎者 | 備註 |
| 卓越醫藥科技獎 | 徐麗芬 | 研發台灣藥用植物衍生之新穎植物藥物用於癌症治療 |
| 卓越醫藥科技獎 | 羅傅倫 | 聚乙二醇抗體生技 |
| 青年醫藥科技獎 | 吳嘉峯 | 慢性B型肝炎帶原患者肝臟纖維化的自然病程與預測因子-B型肝炎疫苗施打及抗病毒藥物的衝擊                                                                                   |
| 青年醫藥科技獎 | 林玉俊 | 建立精準觀測並調控活體細胞生理機制的嶄新化學生物學技術 |
| 青年醫藥科技獎 | 陳韻如 | 了解類澱粉蛋白形成機制及發展對抗神經退化疾病之抑制物及抗體 |
| 青年醫藥科技獎 | 鄒倫   | 1. 癌症治療之新穎小分子胺抗癌藥物傳輸系統 2. 新穎CXCR4拮抗劑之研發 3. 抗革蘭陰性細菌第III型分泌系統之中草藥的機制探討 4. 麩醯胺酸水解酶(GA)抑制劑之抗惡性腫瘤藥物研發 |
| 傑出論文獎     | 王英任 | 以二價鉑配位化學誘發不可逆性第二型拓樸酶介導之DNA斷裂 |
| 傑出論文獎     | 王雅葶 | 抑癌基因PML泛素化能調控促進細胞轉移及免疫抑制的腫瘤微環境之形成 |
| 傑出論文獎     | 吳韋伸 | 建立親和性篩選平台從天然萃取物中分離細菌轉醣酶抑制分子 |
| 傑出論文獎     | 林秀娟 | CRL2泛素連接酶媒介羧基末端導向之蛋白質降解 |
| 傑出論文獎     | 徐緯寰 | 處理口渴果蠅的水獎勵長期記憶神經迴路 |
| 傑出論文獎     | 張雅嵐 | 壓力環境下Mcm1和Msn2/4調控酵母菌Cip1對細胞週期之抑制 |
| 傑出論文獎     | 陳歆怡 | 建構全長中心粒需要小頭症蛋白RTTN與STIL的交互作用 論文題目:探討小頭症蛋白RTTN在建構中心粒過程中所扮演的角色                                                            |
| 傑出論文獎     | 葉希文 | PSPC1主導癌細胞癌化轉型、癌幹細胞化及活化轉化生長因子-b1癌轉移功能，造成腫瘤細胞侵襲轉移的全新分子機制                                                                |

| 獎項           | 得獎者 | 備註                                                                            |
| 卓越醫藥科技獎 | 邱麗珠 | 腦中食慾素誘發內生大麻傳訊功能的新發現: 壓力撩起癮頭和針灸止痛                  |
| 卓越醫藥科技獎 | 薛一蘋 | 神經細胞形態生成及神經發育疾病之機制與改善                                      |
| 青年醫藥科技獎 | 王惠民 | 藉由奈米檢測技術與標靶蛋白質的創新醫療策略應用於皮膚治療                        |
| 青年醫藥科技獎 | 胡哲銘 | 仿生生物材料於藥物傳導與免疫工程之應用                                          |
| 青年醫藥科技獎 | 陳俊安 | 研究非編碼核糖核酸對運動神經元發育的影角色                                      |
| 青年醫藥科技獎 | 蔡金吾 | 運用跨領域科技研究全球及本土小兒神經發育疾病之基因、致病機轉與分子途徑          |
| 傑出論文獎     | 李志展 | 介白素35藉由調控癌細胞可塑性來促進轉移定植                                      |
| 傑出論文獎     | 李京霏 | Snail 誘導 Claudin-11產生細胞集體移動與群聚型循環腫瘤細胞以促進腫瘤進展         |
| 傑出論文獎     | 李致瑩 | 多胺促進同源性引導的DNA損傷修復                                                 |
| 傑出論文獎     | 張家祥 | Atoh1 藉由初級纖毛之形成來促進顆粒神經幹細胞的增殖                              |
| 傑出論文獎     | 莊育嘉 | Advillin於體感覺亞型神經元的神經再生與神經病變痛所扮演的角色                    |
| 傑出論文獎     | 莊梅均 | Tks5及Dynamin-2提升侵襲體內肌動蛋白束的硬度進而促使肌纖維母細胞融合             |
| 傑出論文獎     | 陳星甫 | 藉由結構生物學探討第二型拓樸異構酶其DNA閘門區域之構型變化及其運作之分子機制     |
| 傑出論文獎     | 陳致銘 | 天然物 (±)-Isopalhinine A、(±)-Palhinine A 與 (±)-Palhinine D 的仿生合成        |
| 傑出論文獎     | 陳剛健 | 解析Z-(+)-異柴胡內酯的活性標靶蛋白及其分子機轉                                  |
| 傑出論文獎     | 黃琛琁 | 以抗心律不整藥物矯治腦律異常: 視丘下核ERG鉀離子通道對巴金森氏症異常放電之重要性 |

| 獎項           | 得獎者 | 備註                                                                                               |
| 卓越醫藥科技獎 | 吳世雄 | 研發醣質疫苗預防院內多重抗藥性鮑氏不動桿菌的感染及牛樟芝和黑木耳多醣體的化學結構和調節免疫力的機制 |
| 卓越醫藥科技獎 | 洪士杰 | 間葉幹細胞在再生醫學，細胞治療及疾病轉譯之應用：從基礎研究，轉譯醫學到臨床試驗                     |
| 青年醫藥科技獎 | 李正達 | 探討前額葉GABA抑制及Glutamate興奮功能於頑固型憂鬱症之致病機轉及新型腦神經刺激治療研發              |
| 青年醫藥科技獎 | 李美璇 | 運用整合性基因體、病毒與環境流行病學研究消化系統癌症風險、預測與精準醫療                           |
| 青年醫藥科技獎 | 陳韻晶 | 開發可調節腫瘤微環境之奈米藥物/基因載體系統於癌症治療之應用                                        |
| 青年醫藥科技獎 | 潘明楷 | 神經科學中的動作控制理論，及相關疾病的轉譯醫學研究                                                 |
| 傑出論文獎     | 施柔合 | 整合系統型分析非編碼核糖核酸基揭露其在肺腺癌增加惡性腫瘤生成之潛在機制                             |
| 傑出論文獎     | 許如秀 | 可注射型之可調控式NGF濃度梯度多孔微凝膠加速周邊神經修復再生                                        |
| 傑出論文獎     | 黃靖凱 | 開發交錯共軛插烯之[4+2]陰離子增環反應，並應用至天然抗生素(±)-ABX之全合成                           |
| 傑出論文獎     | 劉津秀 | HLA-B27訊息傳導路徑，誘導非組織特異性鹼性磷酸酶，以啟動僵直性脊椎炎贅骨生成的機制探討              |

| 獎項           | 得獎者 | 備註                                                                                         |
| 卓越醫藥科技獎 | 吳明賢 | 1.幽門桿菌相關疾病的診斷、治療及預防 2.腸道微菌 3.消化系統惡性腫瘤                           |
| 卓越醫藥科技獎 | 孫玉珠 | 磷酸鹽轉運膜蛋白的分子結構揭示了對人類磷酸鹽轉運膜蛋白SLC20的見解                            |
| 青年醫藥科技獎 | 陳世彬 | 頭痛及複雜性神經血管疾病機轉之轉譯研究                                                       |
| 青年醫藥科技獎 | 黃冠穎 | 人源單株抗體譜用於剖析重要感染症病原體之抗原性及抗體藥物之探索                               |
| 青年醫藥科技獎 | 賴品光 | 1.多解析度影像報導系統於探索癌胞外體的生體分佈 2.多重冷光報導系統於探測活體內雙股DNA修復動態 |
| 青年醫藥科技獎 | 薛雁冰 | 食蟲真菌與模式線蟲C. elegans之間的交互作用: 從分子機制到共同演化                             |
| 傑出論文獎     | 江尚殷 | Usp11維持Sox11蛋白質穩定以控制大腦皮質神經生成和神經遷移                                     |
| 傑出論文獎     | 呂紹維 | 介白素 20 抗體抑制胰臟癌小鼠免疫檢查點 PD-L1 表現及延長胰臟癌小鼠存活率                      |
| 傑出論文獎     | 李姿涵 | 內質網蛋白TXNDC5穩定肺纖維母細胞TGFBR1蛋白表現以促進TGFβ訊息傳遞進而引起肺纖維化             |
| 傑出論文獎     | 李婉寧 | 細胞外囊泡運輸之血管內皮新生因子C促進子宮內膜異位症中淋巴管新生以及免疫細胞浸潤              |
| 傑出論文獎     | 林坤陽 | 衰老顯微環境中的Piwi蛋白的減少透過Toll-GSK3訊號路徑導致生殖幹細胞流失                        |
| 傑出論文獎     | 陳鈺軒 | UBE3C與TRABID拮抗調控VPS34的K29/K48分支型泛素化，藉此調控細胞自噬、蛋白質恆定與肝臟代謝      |
| 傑出論文獎     | 趙彤   | 細胞自噬阻止粒線體內去氧核糖核酸受損導致的核酸內切酶外漏以維持細胞核內基因體之穩定性         |
| 傑出論文獎     | 劉東璋 | APE1的外切酶活性藉由誘導性空間填補方式分辨不同DNA受質                                        |
| 傑出論文獎     | 劉彥呈 | 褪黑激素誘導AICD 50的類小泛素化修飾並藉由增加基因轉錄活性以及分解Aβ蛋白減緩阿茲海默症的病徵  |
| 傑出論文獎     | 羅尉辰 | 龍捲風為靈感的漩渦式聲鉗技術用於超音波對比劑微氣泡的捕捉與操控                               |